# Analytica Chimica Acta
Analytica Chimica Acta, скорочено Anal. Chim. Acta — науковий журнал, який видає Elsevier. Перший номер вийшов у 1947 році. Нині журнал виходить сорок разів на рік. Публікуються статті з усіх галузей аналітичної хімії.
Імпакт-фактор у 2019 році становив 5,977.  Відповідно до статистики ISI Web of Knowledge, у 2014 році журнал посів п’яте місце серед 74 журналів у категорії Аналітична хімія.
Головним редактором є колектив із десяти науковців.